# اوزدمير عساف
أوزدمير عساف (11 يونيو 1923، أنقرة - 28 يناير 1981، اسطنبول) و هو أحد شعراء فترة الجمهورية.
ولد في انقرة في الحادي عشر من يونيو عام 1923. و اسمه خالد أوزدمير أرون. و كان والده محمد عساف أحد أعضاء مجلس الشورى. بدأ أوزدمير الدراسة في مدرسة جالاطاساري في عام 1930 و هو نفس العام الذي توفى فيه والده. وفي عام 1941 وبينما كان في الصف الثاني الثانوي قام بحل امتحان اضافي انتقل به لمدرسة كاباتاش و تخرج في عام 1942. تنقل بين كلية الحقوق، ثم كلية الأقتصاد التي وصل فيها للصف الثالث، ثم كلية الصحافة التي درس فيها عام واحد، وفي تلك الأثناء كان يعمل في جريدة تانين وجريدة زمان وكان يترجم.
وظهرت أولى كتاباته في جريدة ثورة الفنون (الصحوة). وقد أسس (مطبعة الفن) في عام 1951م و نشر كتاباته باسم (منشورات الدائرة المستديرة) .و أصبح من مؤسسي جمعية رعاية الحقوق الأساسية التي أنشأت بريادة محمد علي أيبار.
توفي أوزدمير عساف في 28 يناير عام 1981. وله فتاة اسمها صدا من زوجته الأولى، وله ثلاثة ابناء وبنات من زوجته الثانية.